# Nedroma (distrito)
Nedroma é um distrito localizado na província de Tremecém, no noroeste da Argélia. Em 2008, sua população era de 40 867 habitantes.